# Nielsenite
La nielsenite è un minerale descritto nel 2008 in base ad una scoperta avvenuta in un carotaggio effettuato nell'intrusione di Skaergaard nell'area di Kangerlussuaq nell'est della Groenlandia facente parte della Danimarca e approvato dall'Associazione Mineralogica Internazionale (IMA). Il nome del minerale è stato attribuito in onore del geologo danese Troels F.D. Nielsen.

## Morfologia
La nielsenite è stata scoperta sotto forma di granuli irregolari o a forma di goccia di dimensione compresa tra i 5 e i 50µm.

## Origine e giacitura
La nielsenite è stata trovata nel gabbro tholeiitico in microglobuli composti principalmente di bornite–calcocite e calcocite con piccole quantità di digenite, calcopirite, cobaltpentlandite, pentlandite ricca di cobalto e sfalerite. È associata con altri minerali di metalli del gruppo del platino tra cui skaergaardite, keithconnite, vasilite e zvyagintsevite.
La nielsenite, in base alla forma dei globuli che la contiene e degli altri minerali di metalli del gruppo del platino che la accompagnano, probabilmente si è formata a partire da fusioni non miscibili raffreddatesi al di sotto dei 508 °C.